# Hemilissopsis clenchi
Hemilissopsis clenchi là một loài bọ cánh cứng trong họ Cerambycidae.